# 3日2夜

《3日2夜》第一代開場畫面

《3日2夜》（英語：Fun Abroad）是香港電視廣播有限公司的一個旅遊節目，現共四輯，早期以行程緊密和主持有較高自由參與即興活動作為特色，亦側重讓新晉主持嘗試、體驗更多「第一次」。

## 每輯播放時段
第一輯分別於2014年8月2日起逢星期六20:00-20:30，2015年7月18日起改為逢星期六20:30-21:00，2016年7月2日起逢星期六20:00-20:30，2016年9月17日起改為逢星期六20:30-21:00，2017年8月5日起逢星期六20:30-21:00在 J2 播出，及於myTV/myTV SUPER 提供網上節目重溫（集數上傳一個月後會刪除）。此節目分別於2014年、2016年及2017年為TVB Amazing Summer推介綜藝節目之一。
第二輯於2018年1月20日起逢星期六22:30-23:00在翡翠台播出及於 myTV SUPER 提供網上節目重溫（集數上傳7日後會刪除）。
第三輯於2019年2月23日起逢星期六22:30-23:00在翡翠台播出及於 myTV SUPER 提供網上節目重溫（集數上傳7日後會刪除）。
第四輯於2020年1月4日起逢星期六22:30-23:00在翡翠台播出及於 myTV SUPER 提供網上節目重溫（集數上傳7日後會刪除）。

## 每集內容

### 第一輯
| 集數   | 播映日期 | 國家/地區                                                    | 主題                                              | 主持               |
| 2014年 |          |                                                              |                                                   |                    |
| 01     | 8月2日   | 法國巴黎                                                     | 朱璇重返巴黎實現夢想                              | 朱璇               |
| 02     | 8月9日   | 法國巴黎                                                     | 大肚陳爽陪朱璇學做Macaron                         | 朱璇               |
| 03     | 8月30日  | 日本東京                                                     | 周奕瑋的「東京私房後花園」                        | 周奕瑋             |
| 04     | 9月6日   | 日本東京                                                     | 周奕瑋挑戰溪降、跳瀑布及繩索滑瀑布                | 周奕瑋             |
| 05     | 9月13日  | 新加坡                                                       | 陳婉衡住進新加坡的海洋世界                        | 陳婉衡             |
| 06     | 9月20日  | 新加坡                                                       | 陳婉衡體驗獅城夜生活                              | 陳婉衡             |
| 07     | 9月27日  | 臺灣墾丁                                                     | 朱智賢參與墾丁泡泡趴                              | 朱智賢             |
| 08     | 10月4日  | 臺灣墾丁                                                     | 墾丁的草地飛球 嚇怕了朱智賢                       | 朱智賢             |
| 09     | 10月11日 | 英国倫敦                                                     | 麥美恩玩轉倫敦                                    | 麥美恩             |
| 10     | 10月18日 | 英国倫敦                                                     | 麥美恩倫敦市集逛不停                              | 麥美恩             |
| 11     | 10月25日 | 英国倫敦                                                     | 黃煦齡接力倫敦之旅                                | 黃煦齡             |
| 12     | 11月1日  | 英国倫敦                                                     | 黃煦齡與熱刺球員抱抱                              | 黃煦齡             |
| 13     | 11月8日  | 中国上海                                                     | 黃曉明感受上海的新舊融合                          | 黃曉明             |
| 14     | 11月15日 | 中国上海                                                     | 黃曉明滬遊新舊蒲點                                | 黃曉明             |
| 15     | 11月22日 | 中国橫店、杭州                                               | 潘盈慧在橫店遇上黃宗澤                            | 潘盈慧             |
| 16     | 11月29日 | 中国橫店、杭州                                               | 潘盈慧繼續橫店、杭州遊                            | 潘盈慧             |
| 17     | 12月6日  | 釜山                                                         | 莫家淦往釜山尋找千頌伊                            | 莫家淦             |
| 18     | 12月13日 | 釜山                                                         | 莫家淦於釜山看陶瓷、掘人參、住韓屋                | 莫家淦             |
| 19     | 12月20日 | 中国湖北                                                     | 吳雲甫跟隨武當派傳人學武                          | 吳雲甫             |
| 20     | 12月27日 | 中国湖北                                                     | 吳雲甫的武漢艷遇                                  | 吳雲甫             |
| 2015年 |          |                                                              |                                                   |                    |
| 21     | 1月3日   | 臺灣高雄、屏東                                               | 簡淑兒、梁彥宗同遊高雄                            | 簡淑兒 梁彥宗      |
| 22     | 1月10日  | 臺灣高雄、屏東                                               | 梁彥宗、簡淑兒於屏東上山下海                      | 簡淑兒 梁彥宗      |
| 23     | 1月17日  | 首爾                                                         | 張秀文話你知「韓星是怎樣煉成的」                  | 張秀文             |
| 24     | 1月24日  | 首爾                                                         | 張秀文繼續接受韓星特訓                            | 張秀文             |
| 25     | 1月31日  | 日本九州                                                     | 周奕瑋、林伊麗的九州福岡遊                        | 周奕瑋 林伊麗      |
| 26     | 2月7日   | 日本九州                                                     | 周奕瑋被魚兜巴星                                  | 周奕瑋 林伊麗      |
| 27     | 2月14日  | 日本九州                                                     | 熊本縣吉祥物「熊抱」周奕瑋及林伊麗                | 周奕瑋 林伊麗      |
| 28     | 2月21日  | 日本九州                                                     | 周奕瑋、林伊麗的壓軸九州遊                        | 周奕瑋 林伊麗      |
| 29     | 2月28日  | 马来西亚吉隆坡                                               | 朱智賢於大馬衝上雲霄                              | 朱智賢             |
| 30     | 3月7日   | 马来西亚吉隆坡                                               | 朱智賢感受大馬的大自然                            | 朱智賢             |
| 31     | 3月14日  | 新西兰奧克蘭、羅托路亞、陶波、布倫亨、凱庫拉、皇后鎮、基督城 | 陳婉衡、梁彥宗感受紐西蘭的大自然風光              | 陳婉衡 梁彥宗      |
| 32     | 3月21日  | 新西兰奧克蘭、羅托路亞、陶波、布倫亨、凱庫拉、皇后鎮、基督城 | 陳婉衡、梁彥宗激玩笨豬跳                          | 陳婉衡 梁彥宗      |
| 33     | 3月28日  | 新西兰奧克蘭、羅托路亞、陶波、布倫亨、凱庫拉、皇后鎮、基督城 | 陳婉衡、梁彥宗認識紐西蘭原住民族文化              | 陳婉衡 梁彥宗      |
| 34     | 4月4日   | 新西兰奧克蘭、羅托路亞、陶波、布倫亨、凱庫拉、皇后鎮、基督城 | 陳婉衡、梁彥宗挑戰鯊魚船及跳降傘                  | 陳婉衡 梁彥宗      |
| 35     | 4月11日  | 首爾                                                         | 張秀文吃掉「古怪二人組」及「巨型三兄弟」          | 張秀文             |
| 36     | 4月18日  | 首爾                                                         | 張秀文零下11度徒手捉鱒魚                          | 張秀文             |
| 37     | 4月25日  | 泰國曼谷                                                     | 陳婉衡、吳雲甫參與泰拳祭                          | 陳婉衡 吳雲甫      |
| 38     | 5月2日   | 泰國曼谷                                                     | 陳婉衡、吳雲甫與火車擦身而過                      | 陳婉衡 吳雲甫      |
| 39     | 5月9日   | 北領地                                                       | 范文雅、梁彥宗騎駱駝欣賞聖石烏魯魯                  | 文雅 梁彥宗        |
| 40     | 5月16日  | 北領地                                                       | 范文雅、梁彥宗做烏魯魯飛人                          | 文雅 梁彥宗        |
| 41     | 5月23日  | 北領地                                                       | 范文雅險令梁彥宗在邦德溪遇溺？                      | 文雅 梁彥宗        |
| 42     | 5月30日  | 北領地                                                       | 范文雅、梁彥宗簽生死狀走進「死亡之籠」              | 文雅 梁彥宗        |
| 43     | 6月6日   | 越南胡志明市、富國島                                         | 朱智賢越南遇上「手多多」男粉絲                    | 朱智賢             |
| 44     | 6月13日  | 越南胡志明市、富國島                                         | 朱智賢探索越南富國島及古芝地道                    | 朱智賢             |
| 45     | 6月20日  | 马来西亚沙巴                                                 | 歐陽巧瑩慶祝沙巴豐收節                            | 歐陽巧瑩           |
| 46     | 6月27日  | 马来西亚沙巴                                                 | 歐陽巧瑩化身原住民族姑娘                          | 歐陽巧瑩           |
| 47     | 7月4日   | 泰國蘇梅島                                                   | 林泳淘蘇梅試玩Waterjet                            | 林泳淘             |
| 48     | 7月11日  | 泰國蘇梅島                                                   | 蘇梅海底讓林泳淘陶醉其中                          | 林泳淘             |
| 49     | 7月18日  | 中国上海                                                     | 潘盈慧上海挑戰滑翔傘險「落坑」                    | 潘盈慧             |
| 50     | 7月25日  | 中国上海                                                     | 潘盈慧玩盡上海的海陸空玩意                        | 潘盈慧             |
| 51     | 8月1日   | 芬兰赫爾辛基、羅凡尼米                                       | 黃煦齡、梁彥宗闖進北歐大陸－芬蘭                  | 黃煦齡 梁彥宗      |
| 52     | 8月8日   | 芬兰赫爾辛基、羅凡尼米                                       | 黃煦齡、梁彥宗芬蘭探望聖誕老人                    | 黃煦齡 梁彥宗      |
| 53     | 8月15日  | 加拿大溫哥華                                                 | 鍾舒漫跟「地膽」麥美恩遊溫哥華                    | 鍾舒漫 麥美恩      |
| 54     | 8月22日  | 加拿大溫哥華                                                 | 麥美恩於溫哥華和家人露營                          | 鍾舒漫 麥美恩      |
| 55     | 8月29日  | 日本名古屋                                                   | 簡淑兒、周奕瑋參與名古屋的世界Cosplay大賽         | 簡淑兒 周奕瑋      |
| 56     | 9月5日   | 日本名古屋                                                   | 周奕瑋、簡淑兒流連愛知縣、三重縣吃喝玩樂          | 簡淑兒 周奕瑋      |
| 57     | 9月12日  | 南非開普敦                                                   | 梁彥宗、朱智賢「豪」遊南非                        | 梁彥宗 朱智賢      |
| 58     | 9月19日  | 南非開普敦                                                   | 朱智賢、梁彥宗深度「型」玩南非                    | 梁彥宗 朱智賢      |
| 59     | 9月26日  | 南非開普敦                                                   | 梁彥宗、朱智賢「激」玩南非                        | 梁彥宗 朱智賢      |
| 60     | 10月3日  | 南非開普敦                                                   | 朱智賢、梁彥宗感受野性南非                        | 梁彥宗 朱智賢      |
| 61     | 10月10日 | 日本九州                                                     | 周奕瑋、簡淑兒展開九州鐵道遊                      | 周奕瑋 簡淑兒      |
| 62     | 10月24日 | 日本九州                                                     | 周奕瑋、簡淑兒參觀世界文化遺產軍艦島              | 周奕瑋 簡淑兒      |
| 63     | 10月31日 | 日本九州                                                     | 簡淑兒、周奕瑋在九州成為「電車男女』              | 周奕瑋 簡淑兒      |
| 64     | 11月7日  | 日本九州                                                     | 簡淑兒、周奕瑋九州體驗日本人家庭樂                | 周奕瑋 簡淑兒      |
| 65     | 11月14日 | 首爾                                                         | 陳婉衡到首爾整形兼秘婚？                          | 陳婉衡             |
| 66     | 11月21日 | 首爾                                                         | 陳婉衡逛盡首爾特色市場                            | 陳婉衡             |
| 67     | 11月28日 | 義大利米蘭、威尼斯                                           | 麥美恩情迷米蘭、威尼斯                            | 麥美恩             |
| 68     | 12月5日  | 義大利米蘭、威尼斯                                           | 麥美恩沉醉在威尼斯的藝術、維羅納的浪漫氛圍        | 麥美恩             |
| 69     | 12月12日 | 日本長野、富山、岐阜                                         | 「日本通」周奕瑋到長野、富山洗滌心靈              | 周奕瑋             |
| 70     | 12月19日 | 日本長野、富山、岐阜                                         | 周奕瑋挑戰立山黑部登山一日遊                      | 周奕瑋             |
| 71     | 12月26日 | 中国哈爾濱                                                   | 哈爾濱的白鯨向蔣家旻「示好」                      | 蔣家旻             |
| 2016年 |          |                                                              |                                                   |                    |
| 72     | 1月2日   | 中国哈爾濱                                                   | 蔣家旻哈爾濱送肉入虎口                            | 蔣家旻             |
| 73     | 1月9日   | 中国雲南                                                     | 王鎮泉、林伊麗火花四濺麗江                        | 王鎮泉 林伊麗      |
| 74     | 1月16日  | 中国雲南                                                     | 王鎮泉、林伊麗在麗江上山下海                      | 王鎮泉 林伊麗      |
| 75     | 1月23日  | 臺灣台北、台中、台東、台南                                   | 林泳淘台北體驗雪中泡溫泉                          | 林泳淘             |
| 76     | 1月30日  | 臺灣台北、台中、台東、台南                                   | 林泳淘獲台男送贈禮物                              | 林泳淘             |
| 77     | 2月6日   | 臺灣台北、台中、台東、台南                                   | 朱智賢浸泡被稱為全球最好的溫泉                    | 朱智賢             |
| 78     | 2月13日  | 臺灣台北、台中、台東、台南                                   | 朱智賢走訪台南、南投兩大溫泉區                    | 朱智賢             |
| 79     | 2月20日  | 臺灣台北、台中、台東、台南                                   | 張秀文坐上「台東劉德華」的烈火戰車                | 張秀文             |
| 80     | 2月27日  | 臺灣台北、台中、台東、台南                                   | 張秀文化身排灣族姑娘                              | 張秀文             |
| 81     | 7月2日   | 泰國華欣、芭堤雅                                             | 陳庭欣玩轉華欣最新水上樂園                        | 陳庭欣             |
| 82     | 7月9日   | 泰國華欣、芭堤雅                                             | 陳庭欣華欣、芭堤雅享受水上樂園假期                | 陳庭欣             |
| 83     | 7月16日  | 新西兰羅托路亞、奧克蘭、陶波、科羅曼德爾半島、陶朗加         | 范文雅乘坐「無門無蓋」的旋翼機                      | 文雅               |
| 84     | 7月23日  | 新西兰羅托路亞、奧克蘭、陶波、科羅曼德爾半島、陶朗加         | 范文雅陶波玩轉海陸空                                | 文雅               |
| 85     | 8月6日   | 首爾、江原道春川市、釜山                                     | 陳偉琪首爾玩水並品嚐韓國三大消暑料理              | 陳偉琪             |
| 86     | 8月13日  | 首爾、江原道春川市、釜山                                     | 陳偉琪玩轉首爾及釜山                              | 陳偉琪             |
| 87     | 8月20日  | 巴西里約熱內盧                                               | 楊潮凱的里約熱內盧艷遇                            | 楊潮凱             |
| 88     | 8月27日  | 巴西里約熱內盧                                               | 楊潮凱造訪里約華人移民家庭                        | 楊潮凱             |
| 89     | 9月3日   | 日本沖繩                                                     | 朱智賢感受沖繩的海底世界及美食                    | 朱智賢             |
| 90     | 9月10日  | 日本沖繩                                                     | 朱智賢沖繩上天下水                                | 朱智賢             |
| 91     | 9月17日  | 首爾、濟州島                                                 | 歐陽巧瑩參加保寧美容泥漿節                        | 歐陽巧瑩           |
| 92     | 9月24日  | 首爾、濟州島                                                 | 歐陽巧瑩體驗濟州山水以外的一面                    | 歐陽巧瑩           |
| 93     | 10月1日  | 中国內蒙古                                                   | 林伊麗在內蒙古爬998級台階                         | 林伊麗             |
| 94     | 10月8日  | 中国內蒙古                                                   | 林伊麗參與蒙古部落的不同活動                      | 林伊麗             |
| 95     | 10月22日 | 日本九州                                                     | 周奕瑋在福岡讓Super Girls做了「不能讓女友做的事」 | 周奕瑋 Super Girls |
| 96     | 10月29日 | 日本九州                                                     | 周奕瑋與Super Girls嬉水                           | 周奕瑋 Super Girls |
| 97     | 11月5日  | 日本九州                                                     | 周奕瑋引發Super Girls的藝術和體力潛能             | 周奕瑋 Super Girls |
| 98     | 11月12日 | 日本九州                                                     | 周奕瑋、Super Girls挑戰球磨川激流                 | 周奕瑋 Super Girls |
| 99     | 11月19日 | 首爾、江原道橫城郡                                           | 李旻芳、潘梓鋒參與橫城韓牛節                      | 李旻芳 潘梓鋒      |
| 100    | 11月26日 | 首爾、江原道橫城郡                                           | 李旻芳、潘梓鋒參與安東國際假面舞節                | 李旻芳 潘梓鋒      |
| 101    | 12月3日  | 俄羅斯海參崴、伊爾庫茨克、 蒙古国烏蘭巴托                    | 蔣家旻撞破莫家淦於海參崴找俄國女郎                | 蔣家旻 莫家淦      |
| 102    | 12月10日 | 俄羅斯海參崴、伊爾庫茨克、 蒙古国烏蘭巴托                    | 蔣家旻在伊爾庫茨克用白樺樹葉抽打莫家淦？          | 蔣家旻 莫家淦      |
| 103    | 12月17日 | 俄羅斯海參崴、伊爾庫茨克、 蒙古国烏蘭巴托                    | 蔣家旻、莫家淦在烏蘭巴托坐坦克、開真槍            | 蔣家旻 莫家淦      |
| 104    | 12月24日 | 馬爾地夫                                                     | 張曦雯馬爾代夫探望海龜和海豚                      | 張曦雯             |
| 105    | 12月31日 | 馬爾地夫                                                     | 張曦雯玩轉馬爾代夫的卡尼島和翡諾島                | 張曦雯             |
| 2017年 |          |                                                              |                                                   |                    |
| 106    | 1月7日   | 臺灣台中、台南                                               | 鄺潔楹台中探動物、飆車、踏單車及泡溫泉            | 鄺潔楹 黃文意      |
| 107    | 1月14日  | 臺灣台中、台南                                               | 鄺潔楹、黃文意接力遊台中                          | 鄺潔楹 黃文意      |
| 108    | 1月21日  | 臺灣台中、台南                                               | 黃文意在台南玩盡、食盡、歎到盡                    | 鄺潔楹 黃文意      |
| 109    | 1月28日  | 坎培拉                                                       | 周佩婷在坎培拉洗澡被偷窺？                        | 周佩婷 伍富橋      |
| 110    | 2月4日   | 坎培拉                                                       | 周佩婷、伍富橋在悉尼滑沙及騎駱駝                  | 周佩婷 伍富橋      |
| 111    | 2月11日  | 坎培拉                                                       | 周佩婷、伍富橋在黃金海岸玩水、登高、抱樹熊        | 周佩婷 伍富橋      |
| 112    | 8月5日   | 模里西斯                                                     | 張曦雯在毛里裘斯打獅子屁股                        | 張曦雯             |
| 113    | 8月12日  | 模里西斯                                                     | 張曦雯在毛里裘斯上天下海                          | 張曦雯             |
| 114    | 8月19日  | 模里西斯                                                     | 張曦雯以國際認可潛水員身分在毛里裘斯深潛          | 張曦雯             |
| 115    | 8月26日  | 悉尼                                                         | 林泳淘玩轉澳洲新南威爾斯州                        | 林泳淘             |
| 116    | 9月2日   | 悉尼                                                         | 林泳淘於新南威爾斯州上天下「湯」、親親動物        | 林泳淘             |
| 117    | 9月9日   | 西班牙巴塞隆拿                                               | 陳婉衡情迷巴塞隆拿                                | 陳婉衡             |
| 118    | 9月16日  | 西班牙巴塞隆拿                                               | 陳婉衡在巴塞隆拿學跳舞及下廚                      | 陳婉衡             |
| 119    | 9月23日  | 日本北海道                                                   | 鄭衍峰、鄺潔楹「跳爆」北海道索朗祭                | 鄺潔楹 鄭衍峰      |
| 120    | 9月30日  | 日本北海道                                                   | 鄭衍峰、鄺潔楹在札幌森林內飛車                    | 鄺潔楹 鄭衍峰      |
| 121    | 10月7日  | 日本北海道                                                   | 「鐵道迷」鄭衍峰、鄺潔楹在陸別駕駛火車            | 鄺潔楹 鄭衍峰      |
| 122    | 10月14日 | 日本北海道                                                   | 鄭衍峰、鄺潔楹於道北共泡野外秘湯                  | 鄺潔楹 鄭衍峰      |
| 123    | 10月28日 | 臺灣墾丁、蘭嶼、綠島                                         | 周佩婷、潘梓鋒暢玩墾丁及蘭嶼                      | 周佩婷 潘梓鋒      |
| 124    | 11月4日  | 臺灣墾丁、蘭嶼、綠島                                         | 周佩婷、潘梓鋒由蘭嶼玩到綠島                      | 周佩婷 潘梓鋒      |
| 125    | 11月11日 | 斐济                                                         | 陳庭欣在斐濟的海上酒吧玩Flyboard                  | 陳庭欣             |
| 126    | 11月18日 | 斐济                                                         | 陳庭欣炮製斐濟食人族的傳統窯烤大餐                | 陳庭欣             |
| 127    | 11月25日 | 首爾                                                         | 朱智賢在首爾挑戰紙船渡江及跆拳舞                  | 朱智賢             |
| 128    | 12月2日  | 首爾                                                         | 朱智賢被翹尾吹氣滑水梯嚇至灑淚                    | 朱智賢             |
| 129    | 12月9日  | 日本千葉                                                     | 李旻芳在千葉縣佐原婚攝                            | 李旻芳             |
| 130    | 12月16日 | 日本千葉                                                     | 李旻芳在木更津泡億元白金風呂                      | 李旻芳             |
| 131    | 12月23日 | 臺灣台南                                                     | 陳睿雯找台灣好姊妹梁凱晴帶路遊台南                | 陳睿雯 梁凱晴      |
| 132    | 12月30日 | 臺灣台南                                                     | 梁凱晴帶陳睿雯吃盡台南美食                        | 陳睿雯 梁凱晴      |
| 2018年 |          |                                                              |                                                   |                    |
| 133    | 1月6日   | 塞班島                                                       | 楊潮凱、卓楓而同遊塞班島                          | 卓楓而 楊潮凱      |
| 134    | 1月13日  | 塞班島                                                       | 楊潮凱、卓楓而譜寫塞班島邂逅愛情小品              | 卓楓而 楊潮凱      |

### 第二輯
| 集數   | 播映日期 | 國家/地區                            | 主題                                             | 主持                        |
| 2018年 |          |                                      |                                                  |                             |
| 01     | 1月20日  | 香港星夢郵輪世界夢號                 | 郵輪假期篇－鄺潔楹、陳詩欣、鄧以婷、伍樂怡閨密遊 | 鄺潔楹 陳詩欣 鄧以婷 伍樂怡 |
| 02     | 1月27日  | 香港星夢郵輪世界夢號                 | 郵輪假期篇－汪洋中打甂爐、喪玩高速滑水梯與VR遊戲 | 鄺潔楹 陳詩欣 鄧以婷 伍樂怡 |
| 03     | 2月3日   | 昆士蘭                               | 澳洲黃金海岸－張曦雯動、靜暢遊衝浪者勝地         | 張曦雯                      |
| 04     | 2月10日  | 昆士蘭                               | 澳洲昆士蘭－張曦雯追蹤自然風光                   | 張曦雯                      |
| 05     | 2月17日  | 昆士蘭                               | 澳洲凱恩斯－上天下海欣賞大堡礁                   | 張曦雯                      |
| 06     | 3月3日   | 濟州島                               | 韓國濟州島－潘梓鋒、陳雅思玩轉冬季慶典           | 陳雅思 潘梓鋒               |
| 07     | 3月10日  | 濟州島                               | 韓國濟州島－即摘即食當造柑橘                     | 陳雅思 潘梓鋒               |
| 08     | 3月17日  | 日本北海道                           | 日本北海道－陳婉衡玩轉滑雪度假村                 | 陳婉衡                      |
| 09     | 3月24日  | 日本北海道                           | 日本北海道－陳婉衡札幌學做忍者                   | 陳婉衡                      |
| 10     | 3月31日  | 日本北海道                           | 日本北海道－函館夜景、雪祭驚喜連連               | 陳婉衡                      |
| 11     | 4月7日   | 帛琉                                 | 帛琉－迷人潛水勝地遇上美人魚                     | 陳蕊蕊 歐陽巧瑩             |
| 12     | 4月14日  | 帛琉                                 | 帛琉－走過戰火遺址                               | 陳蕊蕊 歐陽巧瑩             |
| 13     | 4月21日  | 阿尔巴尼亚地拉那                     | 阿爾巴尼亞－自駕遊探索「打卡」秘境               | 陳詩欣 鄭衍峰               |
| 14     | 4月28日  | 阿尔巴尼亚地拉那                     | 阿爾巴尼亞－尋找傳說的藍眼睛                     | 陳詩欣 鄭衍峰               |
| 15     | 6月2日   | 日本鳥取                             | 日本鳥取－零距離接觸鬼太郎 浸稀有「鐳溫泉」      | 鄧以婷                      |
| 16     | 6月9日   | 日本鳥取                             | 日本鳥取－大山食買玩全接觸 必嚐得獎和牛          | 鄧以婷                      |
| 17     | 6月16日  | 日本鳥取                             | 日本鳥取-逛四百年土藏群 嚐風味磯燒海鮮           | 鄧以婷                      |
| 18     | 6月23日  | 日本鳥取                             | 日本鳥取-玩盡海陸空新體驗                        | 鄧以婷                      |
| 19     | 6月30日  | 荷蘭阿姆斯特丹、贊丹、福倫丹、鹿特丹 | 荷蘭阿姆斯特丹－走進紅燈區、大麻Cafe             | 阮兒                        |
| 20     | 7月7日   | 荷蘭阿姆斯特丹、贊丹、福倫丹、鹿特丹 | 荷蘭－小鎮風車、生吞鯡魚、前衛建築               | 阮兒                        |
| 21     | 7月14日  | 關島                                 | 關島－萬四呎高空跳傘 姐妹齊齊Jump                | 鄺潔楹 伍樂怡               |
| 22     | 7月21日  | 關島                                 | 關島－初嚐椰子刺身 浮潛與「魚」同樂              | 鄺潔楹 伍樂怡               |
| 23     | 7月28日  | 關島                                 | 關島－衝上雲霄做機師 海底漫步尋鯊魚              | 鄺潔楹 伍樂怡               |
| 24     | 8月4日   | 泰國蘇梅島、喀比                     | 蘇梅島－Resort豪歎 龜島潛水                      | 陳約臨 潘梓鋒               |
| 25     | 8月11日  | 泰國蘇梅島、喀比                     | 蘇梅、喀比－海邊馬拉松 攀岩挑戰                  | 陳約臨 潘梓鋒               |
| 26     | 8月18日  | 泰國蘇梅島、喀比                     | 喀比－獨木舟穿梭紅樹林 野生公園浸溫泉            | 陳約臨 潘梓鋒               |
| 27     | 8月25日  | 大邱、釜山                           | 大邱－一次過吃盡韓國最美味炸雞                   | 蘇可欣 阮兒                 |
| 28     | 9月1日   | 大邱、釜山                           | 釜山－韓國馬丘比丘瘋狂打卡                       | 蘇可欣 阮兒                 |
| 29     | 9月8日   | 江原道橫城郡、江原道平昌郡           | 韓國橫城郡－番茄節盡情狂歡                       | 陳詩欣 陳睿雯               |
| 30     | 9月15日  | 江原道橫城郡、江原道平昌郡           | 韓國橫城、平昌－嘆食韓牛兼做「韓妹」             | 陳詩欣 陳睿雯               |
| 31     | 9月22日  | 俄羅斯聖彼得堡、摩爾曼斯克、莫斯科   | 俄羅斯－聖彼得堡非常軍事體驗                     | 陳瀅 劉佩玥                 |
| 32     | 9月29日  | 俄羅斯聖彼得堡、摩爾曼斯克、莫斯科   | 俄羅斯－摩爾曼斯克雪地狂奔                       | 陳瀅 劉佩玥                 |
| 33     | 10月13日 | 俄羅斯聖彼得堡、摩爾曼斯克、莫斯科   | 俄羅斯－莫斯科地下皇宮驚艷                       | 陳瀅 劉佩玥                 |
| 34     | 10月20日 | 土耳其伊斯坦堡、棉花堡、卡帕多奇亞   | 伊斯坦堡－「開齋節」忘我食甜點、共享傳統土耳其浴 | 劉穎鏇 江嘉敏               |
| 35     | 10月27日 | 土耳其伊斯坦堡、棉花堡、卡帕多奇亞   | 伊斯坦堡、棉花堡－做土耳其「煮婦」、享受溫泉     | 劉穎鏇 江嘉敏               |
| 36     | 11月3日  | 土耳其伊斯坦堡、棉花堡、卡帕多奇亞   | 卡帕多奇亞－穿梭文化遺產 學畫浮水畫              | 劉穎鏇 江嘉敏               |
| 37     | 11月17日 | 日本北海道                           | 北海道－輕鬆自駕遊 玩爬樹嚐海膽鍋                | 朱千雪 湯洛雯               |
| 38     | 11月24日 | 日本北海道                           | 北海道－必食必打卡攻略 體驗度假村雲上之旅        | 朱千雪 湯洛雯               |
| 39     | 12月1日  | 日本北海道                           | 北海道－400公頃草原「鍊車」 千雪溫泉初體驗       | 朱千雪 湯洛雯               |
| 40     | 12月15日 | 印度尼西亞峇里島                     | 峇里－激玩垂直滑梯 領養小海龜送返大海            | 陳婉衡 胡美貽               |
| 41     | 12月29日 | 印度尼西亞峇里島                     | 峇里－潮玩水上活動 叢林韆鞦呃Like                | 陳婉衡 胡美貽               |
| 2019年 |          |                                      |                                                  |                             |
| 42     | 1月5日   | 日本香川                             | 日本香川－烏冬的士食盡名店天空之鏡下露營         | 蔣家旻 楊潮凱               |
| 43     | 1月19日  | 日本香川                             | 日本香川－親親海豚體驗 小豆島橄欖之旅            | 蔣家旻 楊潮凱               |

### 第三輯
| 集數   | 播映日期 | 國家/地區                                              | 主題                                         | 主持          |
| 2019年 |          |                                                        |                                              |               |
| 01     | 2月23日  | 日本和歌山                                             | 日本和歌山－少女祈福的熊野三山               | 陳詩欣 鍾晴   |
| 02     | 3月2日   | 日本和歌山                                             | 日本和歌山－體驗宿坊文化洗滌身心             | 陳詩欣 鍾晴   |
| 03     | 3月9日   | 泰國清邁                                               | 泰國清邁－Segway穿梭古城 萬天天燈極浪漫      | 鄭衍峰 蘇可欣 |
| 04     | 3月16日  | 泰國清邁                                               | 泰國清邁－Get wet驚險激流 黑白藍三廟輪流打卡 | 鄭衍峰 蘇可欣 |
| 05     | 3月23日  | 美国夏威夷                                             | 美國夏威夷－滑翔機雲端日出 炮製全新煮意      | 何廣沛 龔嘉欣 |
| 06     | 4月6日   | 美国夏威夷                                             | 美國夏威夷－夜間邂逅魔鬼魚                   | 何廣沛 龔嘉欣 |
| 07     | 4月13日  | 日本沖繩                                               | 日本沖繩－紅樹林划獨木舟 幻之島看七彩珊瑚礁    | 蔣家旻 潘梓鋒 |
| 08     | 4月20日  | 日本沖繩                                               | 日本沖繩－上天下海激玩本島                   | 蔣家旻 潘梓鋒 |
| 09     | 4月27日  | 日本沖繩                                               | 日本沖繩－潛入青之洞窟 感受奇妙藍光          | 蔣家旻 潘梓鋒 |
| 10     | 5月4日   | 泰國曼谷、象島                                         | 泰國曼谷－女神最新最潮玩意之選               | 張曦雯        |
| 11     | 5月11日  | 泰國曼谷、象島                                         | 泰國象島－飛越叢林間 與小象嬉水              | 張曦雯        |
| 12     | 6月1日   | 臺灣墾丁                                               | 台灣墾丁－型玩水上活動 沙灘策騎              | 陳約臨        |
| 13     | 6月15日  | 挪威希爾克內斯、亨墨菲斯、哈爾斯塔 、卑爾根            | 挪威－勇闖極地大玩冰上活動                   | 羅天宇 湯洛雯 |
| 14     | 6月22日  | 挪威希爾克內斯、亨墨菲斯、哈爾斯塔 、卑爾根            | 挪威－郵輪甲板欣賞峽灣風光                   | 羅天宇 湯洛雯 |
| 15     | 6月29日  | 挪威希爾克內斯、亨墨菲斯、哈爾斯塔 、卑爾根            | 挪威－到訪鹹魚之鄉                           | 羅天宇 湯洛雯 |
| 16     | 7月6日   | 挪威希爾克內斯、亨墨菲斯、哈爾斯塔 、卑爾根            | 挪威－卑爾根水族館親親海獅                   | 羅天宇 湯洛雯 |
| 17     | 7月13日  | 新喀里多尼亞努美阿、松島                               | 新喀里多尼亞－太平洋上的巴黎                 | 陳庭欣        |
| 18     | 7月20日  | 新喀里多尼亞努美阿、松島                               | 新喀里多尼亞－上天下海極致體驗               | 陳庭欣        |
| 19     | 7月27日  | 日本島根                                               | 日本島根－出雲大社求姻緣                     | 鄧以婷 阮嘉敏 |
| 20     | 8月3日   | 日本島根                                               | 日本島根－隱岐島划獨木舟探險                 | 鄧以婷 阮嘉敏 |
| 21     | 8月10日  | 芬兰赫爾辛基、索特卡莫、 爱沙尼亚塔林                  | 芬蘭－體驗冰火交融芬蘭浴                     | 朱智賢 鄺潔楹 |
| 22     | 8月17日  | 芬兰赫爾辛基、索特卡莫、 爱沙尼亚塔林                  | 芬蘭－摩天輪上焗桑拿                         | 朱智賢 鄺潔楹 |
| 23     | 8月24日  | 芬兰赫爾辛基、索特卡莫、 爱沙尼亚塔林                  | 芬蘭－激玩雪上活動                           | 朱智賢 鄺潔楹 |
| 24     | 8月31日  | 芬兰赫爾辛基、索特卡莫、 爱沙尼亚塔林                  | 芬蘭－冰浮新玩意                             | 朱智賢 鄺潔楹 |
| 25     | 9月7日   | 臺灣澎湖                                               | 澎湖－親親海洋生態公園                       | 白雲          |
| 26     | 9月21日  | 法國迪南、聖馬洛、康卡勒、聖米歇爾山、巴黎             | 法國－坐熱氣球遊童話小鎮                     | 吳紫韻 胡美貽 |
| 27     | 9月28日  | 法國迪南、聖馬洛、康卡勒、聖米歇爾山、巴黎             | 法國－聖米歇爾山朝聖                         | 吳紫韻 胡美貽 |
| 28     | 10月12日 | 法國迪南、聖馬洛、康卡勒、聖米歇爾山、巴黎             | 法國－巴黎海灘節感受熱浪                     | 吳紫韻 胡美貽 |
| 29     | 10月19日 | 日本富山、長野                                         | 日本富山－穿和服遊走合掌屋                   | 周佩婷 譚嘉儀 |
| 30     | 10月26日 | 日本富山、長野                                         | 日本富山－立山黑部環山之旅                   | 周佩婷 譚嘉儀 |
| 31     | 11月2日  | 保加利亚索菲亞、普羅夫迪夫、卡贊勒克、瓦爾納、巴爾奇克 | 保加利亞－探索考古遺跡群                     | 劉佩玥 黃美棋 |
| 32     | 11月9日  | 保加利亚索菲亞、普羅夫迪夫、卡贊勒克、瓦爾納、巴爾奇克 | 保加利亞－玫瑰谷享受年度盛典                 | 劉佩玥 黃美棋 |
| 33     | 11月16日 | 保加利亚索菲亞、普羅夫迪夫、卡贊勒克、瓦爾納、巴爾奇克 | 保加利亞－黑海「魔盜」之旅                   | 劉佩玥 黃美棋 |
| 34     | 11月23日 | 忠清南道泰安郡、世宗、首爾                             | 韓國－忠清南道遠離煩囂                       | 李君妍 潘梓鋒 |
| 35     | 11月30日 | 忠清南道泰安郡、世宗、首爾                             | 韓國－探索首爾新玩意                         | 李君妍 潘梓鋒 |

### 第四輯
| 集數   | 播映日期 | 國家/地區                         | 主題                       | 主持                 |
| 2020年 |          |                                   |                            |                      |
| 01     | 1月4日   | 馬爾地夫                          | 馬爾代夫－火辣辣追海豚之旅 | 鄺潔楹 魏韵芝 伍樂怡 |
| 02     | 1月11日  | 馬爾地夫                          | 馬爾代夫－與海龜夢幻同游   | 鄺潔楹 魏韵芝 伍樂怡 |
| 03     | 2月1日   | 北爱尔兰貝爾法斯特、 爱尔兰都柏林 | 北愛爾蘭－重溫經典郵輪傳奇 | 陳婉衡 簡淑兒        |
| 04     | 2月8日   | 北爱尔兰貝爾法斯特、 爱尔兰都柏林 | 愛爾蘭－鄉郊小鎮海岸攀爬   | 陳婉衡 簡淑兒        |
| 05     | 2月15日  | 北爱尔兰貝爾法斯特、 爱尔兰都柏林 | 愛爾蘭－駕駛坦克車無限快感 | 陳婉衡 簡淑兒        |
| 06     | 2月22日  | 阿联酋杜拜                        | 杜拜－上天下海欣賞城市美態 | 何廣沛 朱晨麗        |
| 07     | 2月29日  | 阿联酋杜拜                        | 杜拜－體驗沙漠牧民生活     | 何廣沛 朱晨麗        |
| 08     | 3月7日   | 越南富國島、胡志明市              | 越南－玩盡富國島度假天堂   | 陳詩欣 鍾晴          |
| 09     | 3月21日  | 越南富國島、胡志明市              | 越南－化身西貢小姐美絕市集 | 陳詩欣 鍾晴          |
| 10     | 3月28日  | 柬埔寨金邊                        | 緣在金邊散．聚時（上）     | 楊潮凱 傅嘉莉        |
| 11     | 4月4日   | 柬埔寨金邊                        | 緣在金邊散．聚時（下）     | 楊潮凱 傅嘉莉        |
| 12     | 4月11日  | 马来西亚檳城                      | 檳城－體驗茶室文化         | 曾淑雅               |
| 13     | 4月18日  | 马来西亚檳城                      | 檳城－激玩世界最長滑水梯   | 曾淑雅               |
| 14     | 4月25日  | 泰國布吉島、拷叻                  | 布吉－隱世外島水底零距離   | 何泳芍 謝芷倫        |
| 15     | 5月2日   | 泰國布吉島、拷叻                  | 布吉－「小馬代」潛水天堂   | 何泳芍 謝芷倫        |

## 主持
- 朱璇（第1輯：1-2）
- 周奕瑋（第1輯：3-4，25-28，55-56，61-64，69-70，95-98）
- 陳婉衡（第1輯：5-6，31-34，37-38，65-66，117-118；第2輯：8-10，40-41；第4輯：3-5）
- 朱智賢（第1輯：7-8，29-30，43-44，57-60，77-78，89-90，127-128；第3輯：21-24）
- 麥美恩（第1輯：9-10，53-54，67-68）
- 黃煦齡（第1輯：11-12，51-52）
- 黃曉明（第1輯：13-14）
- 潘盈慧（第1輯：15-16，49-50）
- 莫家淦（第1輯：17-18，101-103）
- 吳雲甫（第1輯：19-20，37-38）
- 簡淑兒（第1輯：21-22，55-56，61-64；第4輯：3-5）
- 梁彥宗（第1輯：21-22，31-34，39-42，51-52，57-60）
- 張秀文（第1輯：23-24，35-36，79-80）
- 林伊麗（第1輯：25-28，73-74，75-76，93-94）
- 文雅（第1輯：39-42，83-84）
- 歐陽巧瑩（第1輯：45-46，91-92；第2輯：11-12）
- 林泳淘（第1輯：47-48，115-116）
- 鍾舒漫（第1輯：53-54）
- 蔣家旻（第1輯：71-72，101-103；第2輯：42-43；第3輯：7-9）
- 王鎮泉（第1輯：73-74）
- 陳庭欣（第1輯：81-82，125-126；第3輯：17-18）
- 陳偉琪（第1輯：85-86）
- 楊潮凱（第1輯：87-88，133-134；第2輯：42-43；第4輯：10-11）
- Super Girls（第1輯：95-98）
- 李旻芳（第1輯：99-100，129-130）
- 潘梓鋒（第1輯：99-100，123-124；第2輯：6-7，24-26；第3輯：7-9，34-35）
- 張曦雯（第1輯：104-105，112-114；第2輯：3-5；第3輯：10-11）
- 鄺潔楹（第1輯：106-108，119-122；第2輯：1-2，21-23；第3輯：21-24；第4輯：1-2）
- 黃文意（第1輯：106-108）
- 周佩婷（第1輯：109-111，123-124；第3輯：29-30）
- 伍富橋（第1輯：109-111）
- 鄭衍峰（第1輯：119-122；第2輯：13-14；第3輯：3-4）
- 陳睿雯（第1輯：131-132；第2輯：29-30）
- 梁凱晴（第1輯：131-132）
- 卓楓而（第1輯：133-134）
- 陳詩欣（第2輯：1-2，13-14，29-30；第3輯：1-2；第4輯：8-9）
- 鄧以婷（第2輯：1-2，15-18；第3輯：19-20）
- 伍樂怡（第2輯：1-2，21-23；第4輯：1-2）
- 陳雅思（第2輯：6-7）
- 陳蕊蕊（第2輯：11-12）
- 阮兒（第2輯：19-20，27-28）
- 陳約臨（第2輯：24-26；第3輯：12）
- 陳瀅（第2輯：31-33）
- 劉佩玥（第2輯：31-33；第3輯：31-33）
- 劉穎鏇（第2輯：34-36）
- 江嘉敏（第2輯：34-36）
- 朱千雪（第2輯：37-39）
- 湯洛雯（第2輯：37-39；第3輯：13-16）
- 胡美貽（第2輯：40-41；第3輯：26-28）
- 鍾晴（第3輯：1-2；第4輯：8-9）
- 蘇可欣（第3輯：3-4）
- 何廣沛（第3輯：5-6；第4輯：6-7）
- 龔嘉欣（第3輯：5-6）
- 羅天宇（第3輯：13-16）
- 阮嘉敏（第3輯：19-20）
- 白雲（第3輯：25）
- 吳紫韻（第3輯：26-28）
- 譚嘉儀（第3輯：29-30）
- 黃美棋（第3輯：31-33）
- 李君妍（第3輯：34-35）
- 魏韵芝（第4輯：1-2）
- 朱晨麗（第4輯：6-7）
- 傅嘉莉（第4輯：10-11）
- 曾淑雅（第4輯：12-13）
- 謝芷倫（第4輯：14-15）
- 何泳芍（第4輯：14-15）

## 拍攝地點
（按播出日期排序）
亞洲
- 日本：東京、九州、 名古屋、長野、富山、岐阜、沖繩、北海道、千葉、鳥取、香川、和歌山、島根
- 泰國：曼谷、蘇梅島、華欣、芭堤雅、喀比、清邁、象島、普吉島、拷叻（英语：Khao Lak）
- 越南：胡志明市、富國島
- 新加坡
- 马来西亚：吉隆坡、沙巴、檳城
- 臺灣：墾丁、高雄、屏東、台北、台中、台東、台南、蘭嶼、綠島、澎湖
- 中国大陆：上海、橫店、杭州、湖北、哈爾濱、雲南、內蒙古
- 蒙古国：烏蘭巴托
- ：釜山、首爾、江原道春川市、濟州島、江原道橫城郡、大邱、江原道平昌郡、忠清南道泰安郡、世宗
- 馬爾地夫
- 香港：星夢郵輪世界夢號
- 土耳其：伊斯坦堡、棉花堡、卡帕多奇亞
- 印度尼西亞：峇里島
- 阿联酋：杜拜
- 柬埔寨：金邊

歐洲
- 法國：巴黎、迪南、聖馬洛、康卡勒、聖米歇爾山
- 英国：倫敦
- 芬兰：赫爾辛基、羅凡尼米、索特卡莫
- 義大利：米蘭、威尼斯
- 西班牙：巴塞隆拿
- 俄羅斯：海參崴、伊爾庫茨克、聖彼得堡、摩爾曼斯克、莫斯科
- 阿尔巴尼亚：地拉那
- 荷蘭：阿姆斯特丹、贊丹、福倫丹、鹿特丹
- 挪威：希爾克內斯、亨墨菲斯、哈爾斯塔、卑爾根
- 爱沙尼亚：塔林
- 保加利亚：索菲亞、普羅夫迪夫、卡贊勒克、瓦爾納、巴爾奇克
- 北爱尔兰：貝爾法斯特
- 爱尔兰：都柏林

大洋洲
- 新西兰：羅托路亞、奧克蘭、陶波、科羅曼德爾半島、陶朗加、布倫亨、凱庫拉、皇后鎮、基督城
- ：北領地、坎培拉、悉尼、昆士蘭
- 斐济
- ：塞班島
- 帛琉
- 關島
- 美国：夏威夷
- 新喀里多尼亞：努美阿

北美洲
- 加拿大：溫哥華

南美洲
- 巴西：里約熱內盧

非洲
- 南非：開普敦
- 模里西斯

## 記事

### J2
- 2014年8月16日及23日：由於播映《南京青年奧運會2014 - 黃金戰報》，本節目暫停播映。
- 2015年10月17日：由於直播《賽馬直撃 - 英國冠軍錦標賽馬日》，本節目暫停播映。
- 2016年1月16日：由於直播《2015-2016世界盃場地單車賽－香港站》，本節目改為21:35-22:05播映。
- 2016年7月23日：由於播映《STAND BY ME：多啦A夢電影》，本節目改為21:35-22:05播映。
- 2016年7月30日：由於播映《寵物小精靈：神速蓋諾賽克特 超夢夢覺醒》，本節目暫停播映。
- 2016年10月15日：由於直播《賽馬直撃 - 英國冠軍錦標賽馬日》，本節目暫停播映。
- 2017年1月28日：由於當日的《娛樂新聞報道》改為20:00-21:00播出，本節目改為21:00-21:30播映。
- 2017年10月21日：由於直播《賽馬直撃 - 英國冠軍錦標賽馬日》，本節目暫停播映。

### 翡翠台
- 2018年2月3日：由於前一節目《2018國際中華小姐競選》直播超時，本節目順延至22:40開始播映。
- 2018年2月24日：由於播映《旺財狗年花車巡遊匯演》，本節目暫停播映。
- 2018年5月5日及12日：由於播映《社企達人》，本節目暫停播映。
- 2018年5月19日：由於播映《2017香港藝術發展獎頒獎禮》，本節目暫停播映。
- 2018年5月26日：由於播映《萬眾同心公益金》，本節目暫停播映。
- 2018年6月16日：由於當日20:00-22:00播映《明愛暖萬心》，本節目順延至23:00-23:35播映。
- 2018年10月6日：由於播映《大灣區 活好D》，本節目暫停播映。
- 2018年11月10日：由於播映《TVB 50+1再出發節目巡禮2019》，本節目暫停播映。
- 2018年12月8日：由於播映《歡樂滿東華2018》，本節目暫停播映。
- 2018年12月22日：由於播映《慶祝澳門回歸祖國十九周年 2018澳門國際幻彩大巡遊》，本節目暫停播映。
- 2019年1月12日：由於播映《2018年度勁歌金曲頒獎典禮》，本節目暫停播映。
- 2019年3月30日：由於播映《廉政行動2019》，本節目暫停播映。
- 2019年5月18日：由於播映《春嬌救志明》，本節目暫停播映。
- 2019年5月25日：由於播映《公益金萬眾同心50年》，本節目暫停播映。
- 2019年6月8日：由於播映《2018香港藝術發展獎頒獎禮》，本節目暫停播映。
- 2019年9月14日：由於播映《香港唱好演唱會》，本節目暫停播映。
- 2019年10月5日：由於播映《長命不老》，本節目暫停播映。
- 2020年1月18日：由於播映《2019年度勁歌金曲頒獎典禮》，本節目暫停播映。
- 2020年1月25日（年初一）：由於播映《嚦咕嚦咕新年財》，本節目暫停播映。
- 2020年3月14日：由於20:30-23:00直播《星光熠熠耀保良》，本節目暫停播映。

## 相關或類似條目
- 大江南北
- 寰宇風情
- 眼睛去旅行

## 外部連結
- 無綫電視節目網頁 - 3日2夜（第一輯）1（页面存档备份，存于）
- 無綫電視節目網頁 - 3日2夜（第一輯）2（页面存档备份，存于）
- 無綫電視節目網頁 - 3日2夜（第二輯）（页面存档备份，存于）
- 無綫電視節目網頁 - 3日2夜（第三輯）（页面存档备份，存于）
- 無綫電視節目網頁 - 3日2夜（第四輯）（页面存档备份，存于）

## 電視節目的變遷
| 香港無綫電視J2 星期六 20:00-20:30 時段 · 2014年8月16日及23日 暫停播映 · 2016年7月23日 21:35-22:05、7月30日 暫停播映                       | 香港無綫電視J2 星期六 20:00-20:30 時段 · 2014年8月16日及23日 暫停播映 · 2016年7月23日 21:35-22:05、7月30日 暫停播映 | 香港無綫電視J2 星期六 20:00-20:30 時段 · 2014年8月16日及23日 暫停播映 · 2016年7月23日 21:35-22:05、7月30日 暫停播映 |
| --- | --- | --- |
| | 3日2夜（第一輯） （第1-48集） （2014.08.02 - 2015.07.11）                                                           | |
| 漫遊南美 （2014.03.29 - 2014.07.26） | 新文青時代 （2015.07.18 - 2016.01.30）                                                                              | |
| 星期六 20:30-21:00 時段 2015年10月17日 暫停播映 2016年1月16日 21:35-22:05、10月15日 暫停播映 2017年1月28日 21:00-21:30、10月21日 暫停播映 | | |
| 男神瑞士遊 （2015.07.04 - 2015.07.11） | 3日2夜（第一輯） （第49-80集） （2015.07.18 - 2016.02.27）                                                          | 賽馬直撃 - 杜拜超級星期六賽馬日 （2016.03.05）                                                                      |
| 50日背遊中美 （2016.03.12 - 2016.06.25）                                                                                                  | 3日2夜（第一輯） （第81-90集） （2016.07.02 - 2016.09.10）                                                          | 娛樂新聞報道 （2016.09.17 - 2018.07.15）                                                                            |
| RUNNING MAN（第六輯） （2016.09.10） | 3日2夜（第一輯） （第91-112集） （2016.09.17-2017.02.11）                                                           | 美國潮什麼 （2017.02.18 - 2017.04.29）                                                                              |
| 加拿大潮什麼 （2017.05.13 - 2017.07.29）                                                                                                  | 3日2夜（第一輯） （第113-134集） （2017.08.05 - 2018.01.13）                                                        | 全日食（第9集） （2018.01.20）                                                                                      |

| 香港無綫電視翡翠台 星期六 22:30-23:00 · 2018年2月24日、5月5日至26日、10月6日、11月10日、12月8日、22日及2019年1月12日暫停播映 · 2018年6月16日 23:00-23:35 | 香港無綫電視翡翠台 星期六 22:30-23:00 · 2018年2月24日、5月5日至26日、10月6日、11月10日、12月8日、22日及2019年1月12日暫停播映 · 2018年6月16日 23:00-23:35 | 香港無綫電視翡翠台 星期六 22:30-23:00 · 2018年2月24日、5月5日至26日、10月6日、11月10日、12月8日、22日及2019年1月12日暫停播映 · 2018年6月16日 23:00-23:35 |
| --- | --- | --- |
| | 3日2夜（第二輯） （2018.01.20 - 2019.01.19） | |
| 關愛敬老滿榕光 （2018.01.06 - 2018.01.13） | 平安每分鐘 （2019.01.26） | |

| 香港無綫電視翡翠台 星期六 22:30-23:00 · 2019年3月30日、5月18日、5月25日、6月8日、9月14日、10月5日暫停播映 | 香港無綫電視翡翠台 星期六 22:30-23:00 · 2019年3月30日、5月18日、5月25日、6月8日、9月14日、10月5日暫停播映 | 香港無綫電視翡翠台 星期六 22:30-23:00 · 2019年3月30日、5月18日、5月25日、6月8日、9月14日、10月5日暫停播映 |
| --- | --- | --- |
| | 3日2夜（第三輯） （2019.02.23 - 2019.11.30）                                                              | |
| 金豕報歲花車巡遊匯演 （2019.02.16）                                                                       | 善心滿東華2019 （2019.12.07）（20:00-23:30、23:50-02:30）用愛站起來 （2019.12.14）                        | |

| 香港無綫電視翡翠台 星期六 22:30-23:00 · 2020年1月18日、1月25日及3月14日 暫停播映 | 香港無綫電視翡翠台 星期六 22:30-23:00 · 2020年1月18日、1月25日及3月14日 暫停播映 | 香港無綫電視翡翠台 星期六 22:30-23:00 · 2020年1月18日、1月25日及3月14日 暫停播映 |
| -------------------------------------------------------------------------------- | -------------------------------------------------------------------------------- | -------------------------------------------------------------------------------- |
|                                                                                  | 3日2夜（第四輯） （2020.01.04 - 2020.05.02）                                     |                                                                                  |
| 2019娛樂繽Fun大派對 （2019.12.21 - 2019.12.28）                                  | 晚間新聞 （2020.05.09）                                                          |                                                                                  |